# Maffio
Carlos Ariel Peralta Mendoza, conocido artísticamente como Maffio (Santo Domingo, 24 de enero de 1986), es un productor, compositor y artista de música urbana Dominicano.

## Biografía
Sus inicios musicales comenzaron a la edad de seis años cuando autodidactamente comenzó a tocar el piano. A los 9 años, comenzó a componer canciones y a los 12 comenzó a producir. A los 20 años logró su primer éxito mundial: “Mi alma se”.
El nombre Maffio surgió por su padre, que le puso ese apodo al notar su afición desde niño de ver documentales de la mafia. 
Sus influencias musicales incluyen a Bob Marley, Donna Summer, Bee Gees, Camilo Sesto, Michael Jackson y Chuck Mangione.
Su estudio de grabación y producción se llama ReHab y opera en Miami desde hace cinco años. En el 2015, el alcalde Tomás Pedro Regalado le entregó las llaves de la ciudad de Miami.
En marzo de 2018 figuró en la lista Billboard Latin Pop Airplay en la posición número 31 con la canción «No me arrepiento», una colaboración con la cantante argentina Soleil J. Fue un artista independiente hasta 2019, año en que firmó con Sony Music Entertainment.

## Proyectos actuales
Ha colaborado con artistas como Farruko, Nacho, Nicky Jam, Bryant Myers, Chino y Nacho, Fonseca, Gente de Zona, Juan Magán, Fuego, Paulina Rubio, Olga Tañón, Thalía y Elvis Crespo. Su canción "Tú Me Quemas" aparece en la película Ride Along.
Producción del álbum de Akon, donde participan Anitta, Ozuna, Anuel, Nacho, Farruko y Becky G, y su primer álbum de estudio que se llamará "Sancocho".
Participa en actividades benéficas en el St. Jude Children's Research Hospital y antiguamente en el Miami Children's Hospital.

## Discografía

### Como artista principal
- Si Yo Fuera Él (feat. Joey Montana) (2012)
- No Te Dejaré De Amar (2012)
- No Tengo Dinero (2013)
- Quiero Otro Amor (2014)
- Cristina (feat. Nacho, J Quiles y Shelow Shaq) (2019)

### Como productor, compositor o artista invitado
- 2008 Productor “Mi alma se muere” de Fuego feat. Pitbull y Omega.
- 2009 Productor “Súper Estrella” de Fuego y Omega.
- 2010 Productor “Que buena tu tas”, Fuego feat. Divani.
- 2011 Productor “Eres mi sueño”, Fonseca.
- 2012 Productor “Ropa Puesta” Gente De Zona
- 2013 Artista invitado “Tentandome” Juan Magan
- 2013 Productor y Compositor "Beautiful" Frankie J feat Pitbull
- 2015 Productor “Tú me quemas”, Chino y Nacho
- 2015 Productor “Chillax”, Farruko.
- 2015 Productor “Bajito” JenCarlos Canela

- 2016 Productor “Pa Que Me Invitan” Jencarlos Canela
- 2016 Productor "Mentira" Los Rakas
- 2016 Compositor “Baby” Jencarlos Canela
- 2016 Productor "Lo Que Dios Quiera" Fanny Lu feat Gente de Zona
- 2016 Compositor “Si No Te Quisiera”, Juan Magán feat. Belinda y Lápiz Consciente
- 2016 Compositor “Vuelve”, Juan Magán feat. Paulina Rubio.
- 2018 Productor “Ponle Música” de Bryant Myers feat. Plan B.
- 2018 Productor y Compositor "Sastre de tu Amor" Orishas
- 2017 Productor y compositor “Without You”, Nicky Jam.
- 2019 Productor “Me Botó”, Lo Blanquito
- 2019 Productor "El Coribiri" Lo Blanquito. feat Mozart La Para
- 2019 Prodctor "Metele" Lo Blanquito
- 2019 Productor y compositor “Cristina”, Maffio, Nacho, J Quiles feat. Shelow Shaq
- 2019 Productor “ Te Quiero Amar” Akon feat Pitbull
- 2019 Productor " Bailame Lento" Akon
- 2019 Productor "Como No" Akon feat Becky G
- 2019 Productor "Boom Boom" Akon feat Anitta
- 2019 Productor "Dile" Akon
- 2019 Productor "Innocente" Akon
- 2019 Productor "Solo Tu" Akon feat Farruko
- 2019 Productor "Baila Conmigo" Akon
- 2025 Productor "Sobre La Roca" Nacho

### Álbumes
- 2020: TumbaGobierno
- 2022: Eso es Mental

### Charts en Billboard[4]
| Año  | Sencillo                                 | Hot Latin Songs | Latin Airplay | Latin Pop Songs | Tropical Songs | Latin Rhythm Airplay |
| ---- | ---------------------------------------- | --------------- | ------------- | --------------- | -------------- | -------------------- |
| 2012 | Si Yo Fuera Él (feat. Joey Montana)      | -               | -             | -               | 12             | 8                    |
| 2012 | No Te Dejaré de Amar                     | 36              | 36            | -               | 1              | 10                   |
| 2013 | No Tengo Dinero                          | 35              | 29            | 23              | 11             | 5                    |
| 2014 | Quiero Otro Amor                         | -               | 48            | -               | -              | -                    |
| 2014 | Ponte A Bailar (Mary feat. Maffio)       | -               | -             | -               | 8              | -                    |
| 2014 | La Vida (Henry Santos feat. Maffio)      | -               | -             | -               | 1              | -                    |
| 2018 | No Me Arrepiento (Soleil J feat. Maffio) | -               | -             | 29              | -              | -                    |

### Videoclips
- 2019: Cristina
- 2019 Celebration

## Premios
- Grammy 2018: Best Latin Rock , Urban, or Alternate Album "Gourmet" por Orishas (Nominado)
- Grammy 2016: Best Latin Rock Alternative, "Raka Love" por Los Rakas (Nominado)
- Grammy Latino 2016: Mejor Álbum de Música Urbana, por Visionary de Farruko (Nominado)[5]
- Grammy Latino 2016: Mejor Álbum de Tropical Fusión, por Visualízate de Gente de Zona (Ganador)[6]
- Grammy Latino 2012: Mejor Álbum de Tropical Fusión, por Ilusión de Fonseca (Ganador)[7]
- Grammy Latino 2014: Mejor Album Traditional Pop,"Sinfonico"  Por Fonseca (Ganador)
- Grammy 2014: Mejor Album Pop" por "Hope Faith y Amor"  Frankie J. (Nominado)

## Reconocimientos
- 2015 2x Platino, Jeancarlos Canela, “Bajito”, Centroamérica.
- 2016 2x Platino, Gente de Zona, “Visualízate”, Estados Unidos.
- 2018 11X Diamante, Nicky Jam, “Fénix”, Estados Unidos.
- 2015 1x Oro Jeancarlos Canela, “Baby”, Centroamérica.
- 2015 Diamante, Jeancarlos Canela, “Bajito”, Centroamérica.
- 2015 Platino, Juan Magán feat. Belenda y Lápiz Consciente,  “Si No Te Quisiera”, Estados Unidos.
- 2014 2x  Platino, Juan Magán feat. Maffio, “Tentándome”, España.
- 2015 3x Platino, Juan Magán feat, Paulina Rubio “Vuelve”, España.
- Placa Seis veces Platino, Farruko, “Chillax”, Estados Unidos.
- #1 Billboard, Chino y Nacho, Estados Unidos.
- Oro, Kalash, “Kaos”,  Francia.
- Ganador de 20 premios ASCAP.